# Морони (Юта)
Морони (от италиански на английски: Moroni) е град в окръг Санпит, щата Юта, САЩ. Морони е с население от 1280 жители (2000) и обща площ от 2,8 km². Намира се на 1686 m надморска височина. ЗИП кодът му е 84646, а телефонният му код е 435.